# Gäddgölen (Simonstorps socken, Östergötland, 652215-152655)
Gäddgölen är en sjö i Norrköpings kommun i Östergötland och ingår i Nyköpingsåns huvudavrinningsområde. Sjön har en area på 0,0573 kvadratkilometer och ligger 83 meter över havet.

## Delavrinningsområde
Gäddgölen ingår i det delavrinningsområde (652626-152406) som SMHI kallar för Inloppet i Fjälaren. Medelhöjden är 59 meter över havet och ytan är 20,63 kvadratkilometer. Det finns inga avrinningsområden uppströms utan avrinningsområdet är högsta punkten. Tisnare Kanal som avvattnar avrinningsområdet har biflödesordning 3, vilket innebär att vattnet flödar genom totalt 3 vattendrag innan det når havet efter 110 kilometer. Avrinningsområdet består mestadels av skog (79 procent). Avrinningsområdet har 1,5 kvadratkilometer vattenytor vilket ger det en sjöprocent på 7,3 procent.